# Helsingfors universitets centrumcampus

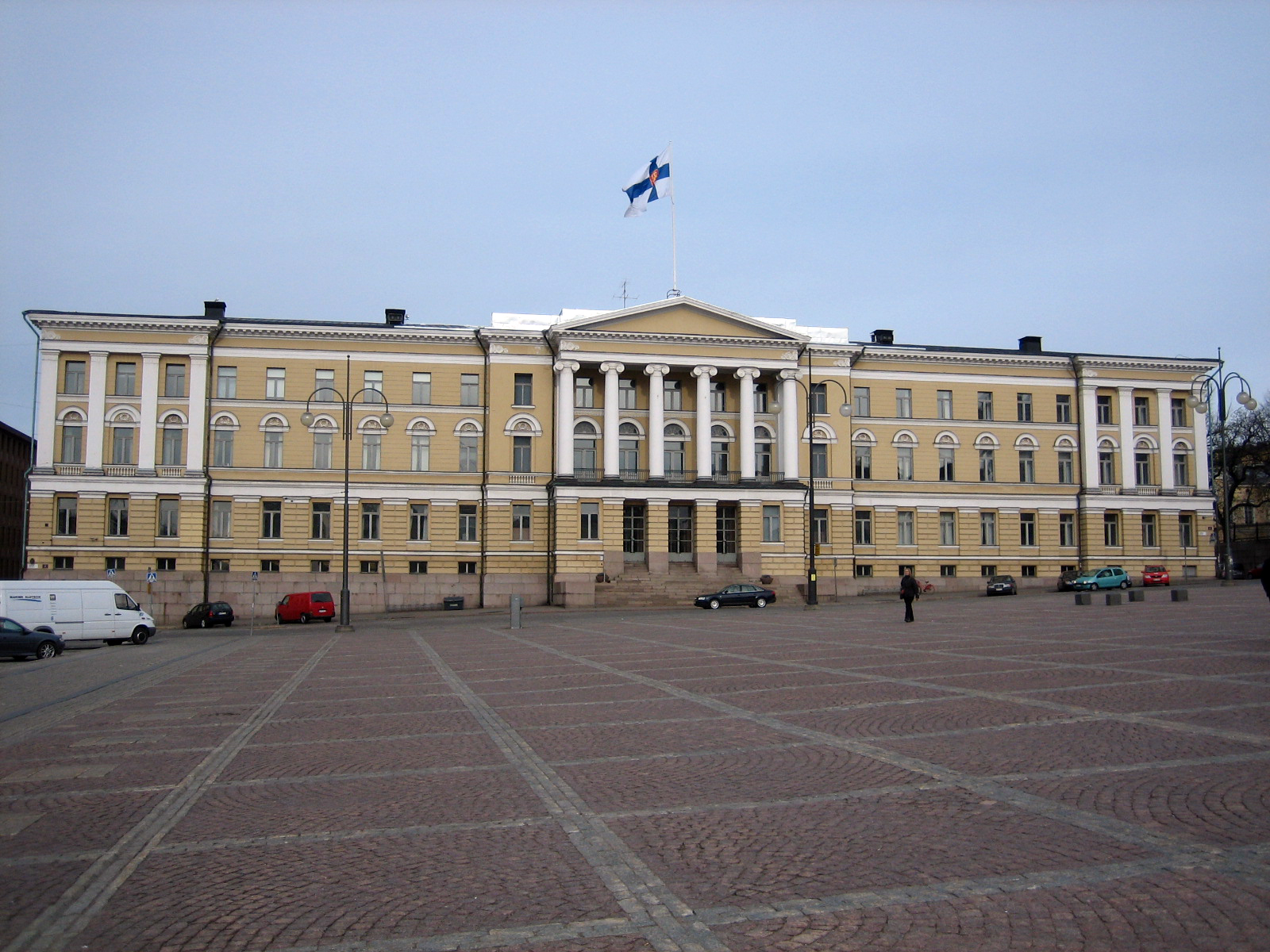
Helsingfors universitets huvudbyggnad, centrumcampus hjärta.

Helsingfors universitets centrumcampus är det största av Helsingfors universitets fyra campusområden. Campuset ligger i Helsingfors stadskärna i Kronohagens och Gloets stadsdelar på båda sidorna av Unionsgatan, främst i området mellan Senatstorget och Kajsaniemiparken, fastän vissa byggnader i centrum som tillhör universitetet ligger något separerat från de övriga. I centrumcampus verkar den humanistiska, teologiska, juridiska, statsvetenskapliga och pedagogiska fakulteten, samt språkcentrum, Öppna universitetet och universitetets centraladministration. På campuset arbetar ungefär 20 000 studerande samt 3000 lärare och forskare.
Fram till andra världskriget verkade hela universitetet på dess nuvarande centrumcampus. Studerandemängdens snabba tillväxt i årtionden efter kriget orsakade emellertid en allvarlig utrymmesbrist för universitetet, vilket var anledningen till att man på 1970-talet skapade den rådande modellen av fyra campus. I centrumcampus har humaniora, samhällsvetenskap och rättsvetenskap blivit kvar, medan de andra fakulteterna har blivit placerade i Campus Mejlans, Campus Gumtäkt och Campus Vik.

## Centrumcampus historia

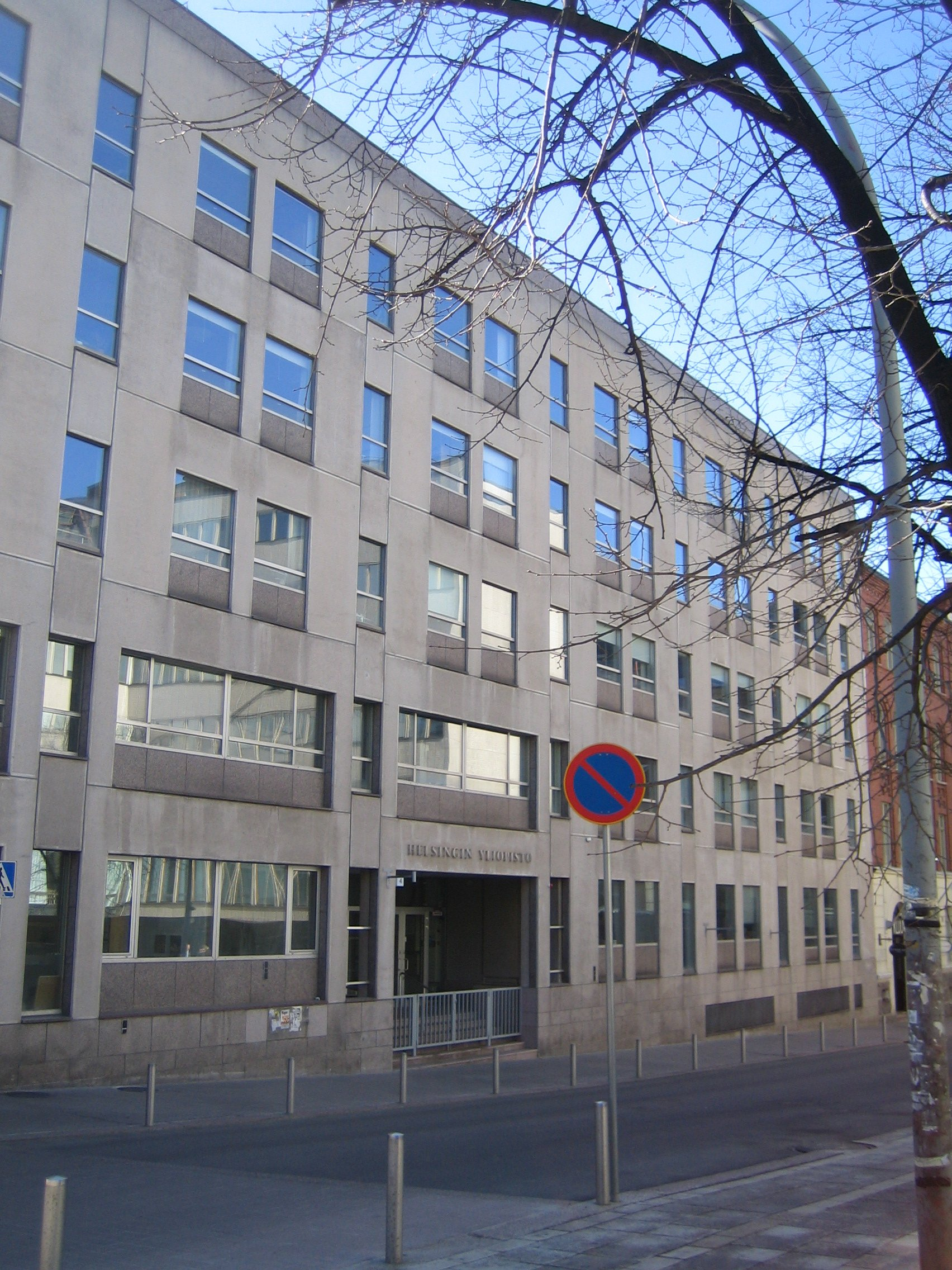
Helsingfors universitets administrationsbyggnad

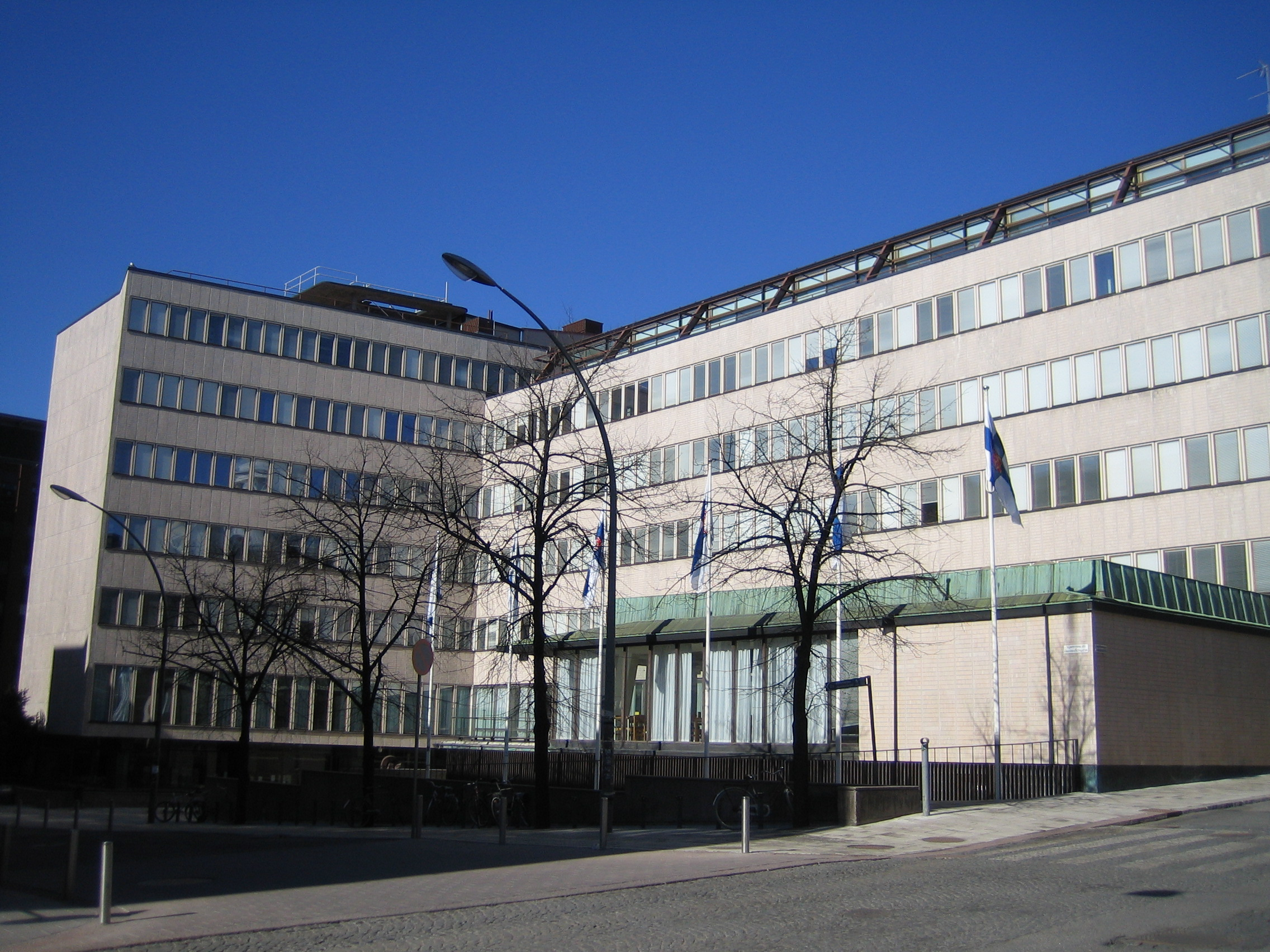
Porthania

Då universitetet flyttade från Åbo till Helsingfors på 1820-talet placerades det i stadens centrum. Dess nya anstalter utformades av arkitekten Carl Ludvig Engel, skaparen av Helsingfors empircentrum. Engels arkitektoniskt viktigaste universitetsbyggnader är universitetets huvudbyggnad (1832) och Nationalbiblioteket (1844), som är en del av Senatstorgets unika empirmiljö. Engel planerade även ett Kliniskt institut till universitetet, det vill säga ett operationssjukhus (Gamla Kliniken, på 1830-talet) samt ett astronomiskt observatorium (1832), och även hans ritade Ryska soldatsjukhus togs senare i universitetets bruk. Alla dessa byggnader befinner sig vid Unionsgatan förutom observatoriet som ligger tvärs över gatan på dess södra sida på Observatorieberget. I Kajsaniemi grundades universitetets botaniska trädgård, vars ursprungliga byggnader också ritats av Engel.
Under de första årtiondena hölls all undervisning i universitetets huvudbyggnad, med undantag för de vetenskaper som fått egna byggnader. Trånga utrymmen, vilka naturvetenskaperna i synnerhet led av, tvingade ändå snabbt universitetet till nybyggnadsplaner. År 1844 blev en anatomianläggning av Jean Wik färdig på tomten bredvid huvudbyggnaden, som imiterade Engels empirstil. År 1869 invigdes den häftiga kemilaboratorie- och museibyggnaden Arppeanum på Senatstorgets motsatta sida, som Carl Albert Edelfelt planerat i venetiansk stil.
Vid sekelskiftet mellan 1800- och 1900-talet blev flera institutionsanläggningar i centrum färdiga, ritade av arkitekt Gustaf Nyström. Nyströms första arbete var att utöka Nationalbibliotekets byggnad med ett halvcirkelformat boklager, en Rotunda. I Broberget i Kronohagens stadsdels norra del blev två av Nyströms ritade byggnader, fysiologins och fysikens anläggningar, färdiga mellan 1905 och 1910. Han planerade även en ny anläggning för anatomi till Broberget, men denna byggnad förverkligades inte förrän på 1920-talet enligt Jussi och Toivo Paatelas ritningar. Utöver det planerade den flitige Nyström Kajsaniemis botaniska trädgårds nya växthus samt botanikens inrättning (1903).
Fram till 1920- och 1930-talen var universitetets tillväxt svag och nya anläggningsbyggnader slutfördes sällan. På 1930-talet började det dock lida av den så kallade "universitetsöversvämningen" som härstammade från gymnasieutbildningens förallmänligande. Då studerandemängden expanderade blev de gamla utrymmena snabbt för små, och universitetet påbörjade många omfattande nybyggnadsprojekt som i proportion var flera gånger större jämfört med de tidigare. Universitetets huvudbyggnad utvidgades 1935–1938 till storleken av ett kvarter enligt J.S. Siréns planer. År 1939 slutfördes Jussi Paatelas funktionalistiska Forsthuset för utbildning av skogsvetenskaper. Aarne Ervis modernistiska Porthania blev färdig vid Regeringsgatan (i dag Universitetsgatan) år 1957. År 1977 blev universitetets administrationsbyggnad färdig mittemot Porthania. Områdets nyaste byggnad är universitetets biblioteksbyggnad, Kajsa-huset vid Kajsaniemigatan, som togs i bruk år 2012.
Efter andra världskriget var dock universitetet i en situation där det inte längre kunde utökas i centrum, och då började man sprida fakulteterna till utkanterna av staden. Från och med 1940-talet började den medicinska utbildningen flyttas till Mejlans och agronomins utbildning till Vik. År 1969 beslutade universitetets konsistorium att flytta hela universitetet till Vik, men intensiv opposition hindrade planen från att genomföras. Från och med 1970-talet började man koncentrera institutioner och fakulteter som flyttade ut från stadens centrum till tre campusområden: medicin i Mejlans, naturvetenskaper i Gumtäkt och jordbruks- och skogsvetenskaper i Vik. Från centrums gamla universitetsområde bildade man centrumcampus med humaniora, samhällsvetenskap, juridik och universitetets centrala administration. Denna modell av fyra campus fick man klar i början av 2000-talet. 